# 프랑크푸르트 한 공항
프랑크푸르트 한 공항(독일어: Flughafen Frankfurt-Hahn, 영어: Frankfurt-Hahn Airport, IATA: HHN, ICAO: EDFH)은 독일 라인란트팔츠주 키르히베르크에 있는 공항이다. 이 공항은 주로 저비용항공사와 화물기가 이용하고 있다.

## 개요
제2차 세계대전 후 미군과 NATO의 공군 기지였으나 독일 통일 후 공군기지가 폐쇄되면서 1993년에 민간 공항으로 개방했다. 이 공항은 저가 항공사 전용으로 개조된 공항으로 독일 최대의 금융 도시인 프랑크푸르트암마인의 중심가에서 서쪽으로 약 100km 떨어져 있으나, 저가 항공사 노선을 유치하여 프랑크푸르트암마인을 오가는 승객들도 많이 이용하고 있다. 또한 룩셈부르크나 쾰른과도 비슷한 거리로 떨어져 있다. 라이언에어의 노선이 많으며, 유럽 각지의 주요 도시와의 노선이 개설되어 있다. 루프트한자 등의 대형 항공사는 헤센주의 프랑크푸르트 공항을 이용한다.

## 운항 노선
| 항공사        | 목적지             |
| ------------- | ------------------ |
| 라이언에어    | 마라케시           |
| 위즈 에어     | 스코페, 투즐라     |
| 콘도르        | 뮌헨, 아르비사우르 |
| 에어 세르비아 | 니슈               |

### 화물 노선
| 항공사                   | 목적지   |
| ------------------------ | -------- |
| 내셔널 항공              | 콜롬버스 |
| 에어 애틀랜타 아이슬란드 | 그란빌   |

## 연계 교통

### 도로 교통
- 버스의 경우 프랑크푸르트암마인, 프랑크푸르트 공항, 마인츠, 쾰른, 룩셈부르크를 연계한다.
- 렌터카의 경우 공항 주차장에서 이용할 수 있다.
- 고속도로의 경우 독일 오토벤에서 운영하며 프랑크푸르트 한 공항과 연계한다.

## 기타 시설
- 에어 IT 서비스 AG의 계열사인 프로 에어포트는 프랑크푸르트 한 국제공항에서 663 빌딩에 본사가 있다.[1]

## 같이 보기
- 프랑크푸르트 공항
- 프랑크푸르트 에겔스바흐 공항